# Burramyidae
Famille
Les Burramyidae, forment une famille de Marsupiaux diprotodontes, appelés opossums pygmées, soit Pygmy possums en anglais. La famille comprend cinq espèces d'opossums nains océaniens, réparties en deux genres dont l'un est monospécifique.

## Liste des genres
Selon ITIS (26 mai 2010) :
- genre Burramys Broom, 1896 - Opossum nain des montagnes[2] ou Souris-opossum des montagnes[3]
- genre Cercartetus Gloger, 1841 - phalangers loirs

## Liste des genres et espèces
Selon NCBI (26 mai 2010) :
- genre Burramys
  - Burramys parvus
- genre Cercartetus
  - Cercartetus caudatus
  - Cercartetus concinnus
  - Cercartetus lepidus
  - Cercartetus nanus